# Carrer de la Presó
El carrer de la Presó és un carrer de la ciutat de Reus que va dels «Quatre cantons», la cruïlla del carrer de les Galanes amb aquest carrer i el de santa Anna, al que continua, i baixa fins al carrer de l'Hospital. És un carrer estret, amb cases desalineades. Abans s'havia conegut com el carrer del Forn, perquè hi havia el forn del Cambrer, el més antic de la ciutat. A partir del 1915 se'n va dir carrer del Bisbe Grau, en honor a Joan Baptista Grau i Vallespinós, i després va recuperar el seu nom.
Segons Andreu de Bofarull, la primera presó que hi va haver a Reus estava situada al Castell del Cambrer, fins que l'edifici es va abandonar. El Consell de la vila, que havia habilitat un espai a les antigues Cases Consistorials, al considerar-lo massa estret va construir un nou edifici a aquest carrer, al número 7, que feia cantonada amb el carrer de les Carnisseries Velles. L'any 1827, el jutge de primera instància i alcalde de Reus Antonio Chamochín, davant de l'estat de la presó, deteriorada i insalubre, va aprofitar un magatzem amb un pati espaiós que l'ajuntament tenia a «les basses del Padró», un lloc proper al Quarter de cavalleria que feia cantonada amb el camí de l'Aleixar (avui de Prat de la Riba) per rehabilitar l'edifici, l'antiga presó de Reus. No va ser fins al 1834 que un altre alcalde, Josep Maria Montemayor va eliminar definitivament els calabossos que hi havia en aquest carrer.
En aquest carrer s'hi troba, al número 2, la casa Font de Rubinat, que també té sortida pel carrer de les Galanes amb una façana i uns interiors de gust modernista dissenyada per Domènech i Montaner.
L'any 1888 es va obrir en aquest carrer l'Acadèmia lliure de primera ensenyança a iniciativa de la Societat de Lliurepensadors, la primera escola mixta de la ciutat, que una mica més endavant dirigirien Teresa Mañé i Joan Montseny.

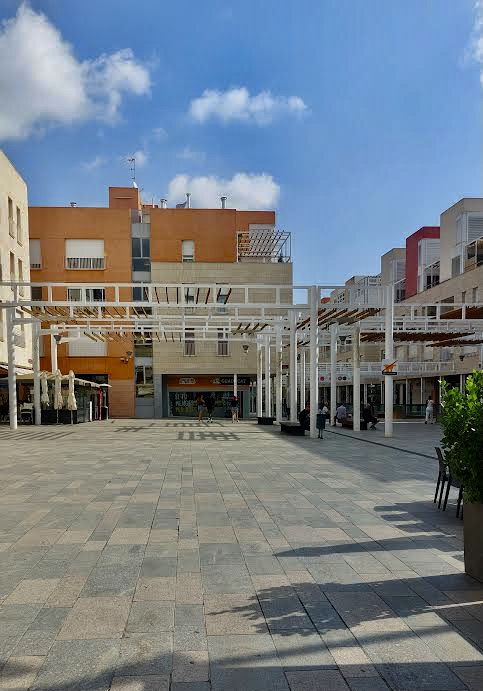
El Pallol. Plaça d'Evarist Fàbregas

El carrer ha sofert una gran transformació per la reforma urbana coneguda com «el Pallol» que va enderrocar una part del carrer i dels carrers que corren paral·lels, el de Montserrat, el de Pujol i el de Bages, per obrir, fins al raval del Pallol una zona que incorpora habitatges de renda lliure i socials, molts locals comercials, un aparcament subterrani, un hotel i diversos espais públics. Enfront de la plaça d'Evarist Fàbregues oberta per la reforma, al número 13, hi ha el Centre Catòlic, un edifici que havia estat de cal Nicolau, i ara és propietat de l'església de sant Pere.